# Lophotavia merulina
Lophotavia merulina là một loài bướm đêm trong họ Noctuidae.